# マカオの戦い
マカオの戦い（マカオのたたかい、英語: Battle of Macau）は蘭葡戦争中の1622年、中国南東部のマカオのポルトガル居留地でおきた戦闘。ポルトガルは要塞が貧弱で人数も劣勢にもかかわらず、3日間の戦闘を経て6月24日にオランダを撃退した。2024年現在まで、ヨーロッパの国間の大規模な戦闘のうち、中国本土で戦われた唯一の戦いである（日本軍の主力部隊に少数のイギリス軍が加わった青島の戦いを除く）。

## 背景
1557年にポルトガル人が明朝の官吏からマカオにおける居住地建設の許可を得て以来、マカオの港は日本と中国の間の貿易仲介（南蛮貿易）で大いに潤った。これは倭寇を恐れて明が海禁を敷いたからであった。ポルトガルのマカオにおける成功は東アジアでの基盤確保に出遅れた他のヨーロッパの海洋国家の嫉妬を招来した。スペイン王フェリペ2世が1580年ポルトガル王位継承危機でポルトガル王に即位して以降、ポルトガルの植民地はオランダやイングランドなどスペインの敵国からの攻撃に晒された。これらの敵国はほぼ存在しなくなった国（ポルトガル）を踏み台にして海外に帝国を拡張しようとしていた。
オランダは1601年、1603年、1607年とマカオを襲撃していた。しかし、1622年の侵攻は市の占領を目的としていた点でそれまでのものと異なっていた。
平戸港を拠点とするオランダ商人が長崎を拠点とするポルトガル商人に後れを取っていた。これは、マカオを拠点とすることでポルトガル商人は中国市場に容易にアクセスできていたためである。この現状に不満を抱いていたオランダは、マカオを占領することで中国貿易の拠点を得るとともに、ポルトガルのドル箱であるマカオ・長崎間の貿易路を妨害することを目論んでいた。また、マカオが占領されると、フィリピンのスペイン植民地は支援を失うことになり、オランダのマニラに対する攻撃を容易にすることも期待されていた。
オランダの度重なる襲撃にもかかわらず、ポルトガルは明朝の官僚による介入でマカオ市に強固な守備を築くことができなかった。このため、マカオの防衛は少数の砲台に限られた。1つはマカオ半島の西、後のサンティアゴ・ダ・バッハ砲台と同じ場所にあり、2つは南湾にあり（東のサンフランシスコ砲台と西の聖母砲台）、そしてもう1つはサン・パウロ天主堂近くにあるまだ完成していなかったサンパウロ砲台だった。
マカオの防衛体制の貧弱さは、1621年末、マレー半島沖でオランダ船ガリアス (オランダ語: Galiasse) が手紙の箱を載せたポルトガル船を拿捕したことでオランダの知るところとなった。この手紙と日本からの情報でオランダ領東インド総督のヤン・ピーテルスゾーン・クーンはマカオが大規模な侵攻に抵抗できないと判断し、侵攻計画を実行に移した。

## マカオ遠征

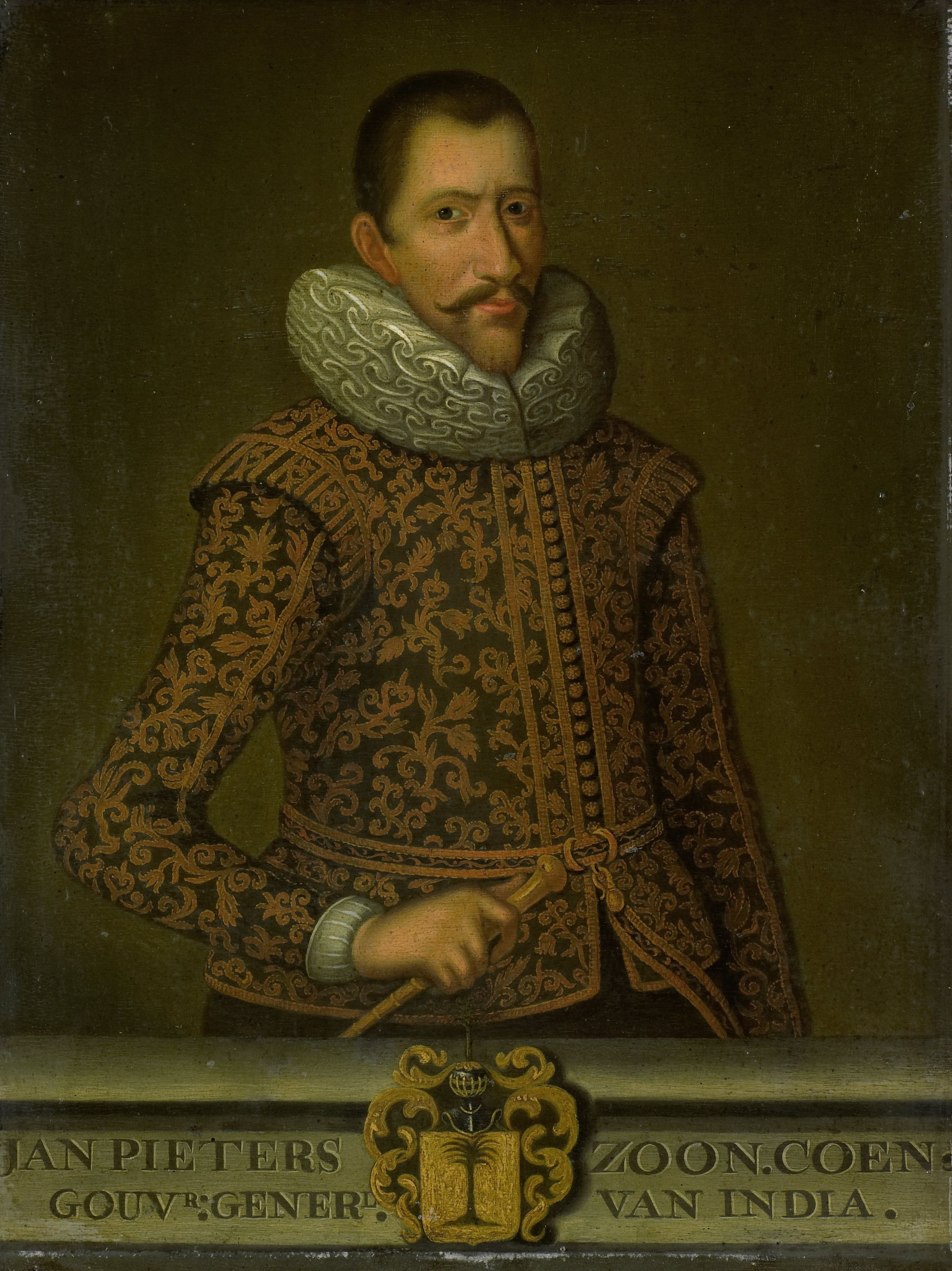
マカオと澎湖遠征を計画したオランダ領東インド総督のヤン・ピーテルスゾーン・クーン

バタヴィアのオランダ東インド会社本部で、クーンはマカオ遠征に8隻からなる艦隊を組織した。さらに途中オランダ船と遭遇した場合、遠征艦隊に参加させる命令を出した。上陸軍の兵士は厳選され、アジア人兵士の比率は通常より下げられた（当時の植民地軍は先導に現地人を雇用するのが通例であった）。クーンは遠征隊に満足し、本国の東インド会社ハーグ委員会の役員会に宛てた手紙で「このような堂々たる遠征」に自ら参加できなかったことを悔いた、と書いた。本国の役員会は彼の興奮には乗せられなかった。彼らはすでに多くの戦線を抱えているので、判断を下すに足る情報を送るまでクーンには待機を命じた。しかし、コルネリス・レイエルセン率いる艦隊はこの命令が発される前の1622年4月10日にすでに出発してしまっていた。

遠征の最終的な目標は中国沿岸にオランダの拠点を確保し、中国に貿易を強制させることだったので、レイエルセンにはマカオを攻撃しないという選択肢もあり、その場合は代わりに澎湖に拠点を築く計画だった。6月8日、艦隊は薪と水の補給にカムラン湾に入り、そこでインドシナ半島のはずれで遭遇したオランダ船4隻を艦隊に組み入れ、また船1隻をマニラの海上封鎖の（イングランド＝オランダ連合艦隊の）任務についているウィレム・ヤンスゾーンに援軍として派遣した。このため、2日後に艦隊がカムラン湾を出たときには艦隊は11隻になった。数日後、シャム籍の戦闘用ジャンク船が通りかかった。このジャンク船にはシャム人28人と日本人20人が乗っていたが、日本人たちはオランダ人の遠征に参加したいと申し出て許された。これで上陸軍は約600人になり、中には日本人、マレー人、バンダ諸島人もいた。
遠征の前、クーンはヤンスゾーンにマニラ封鎖の船を数隻遠征隊に派遣するよう命令した。そのため、5月29日以降、オランダ船2隻とイングランド船2隻はマカオの外で待っていた。合流待ちの間、この4隻の船はマカオの海上交通を妨害しようとしたが、ポルトガル船の拿捕には失敗した。ポルトガルの日本への航海船隊の司令官のロポ・サルメント・デ・カルヴァーリョが大急ぎでジャンク船7隻を銃で武装させ、護衛につかせたからであった。
遠征艦隊は6月21日にマカオ近海に到着、先に到着した船と合流した。イングランド船は海戦への参加を許されたが上陸や戦利品の獲得は許可されなかったので、イングランド船の艦長は戦闘への参加を拒否した。このため、レイエルセンの指揮下には船13隻、1,300人（うち上陸軍800人）があった。

## 戦闘

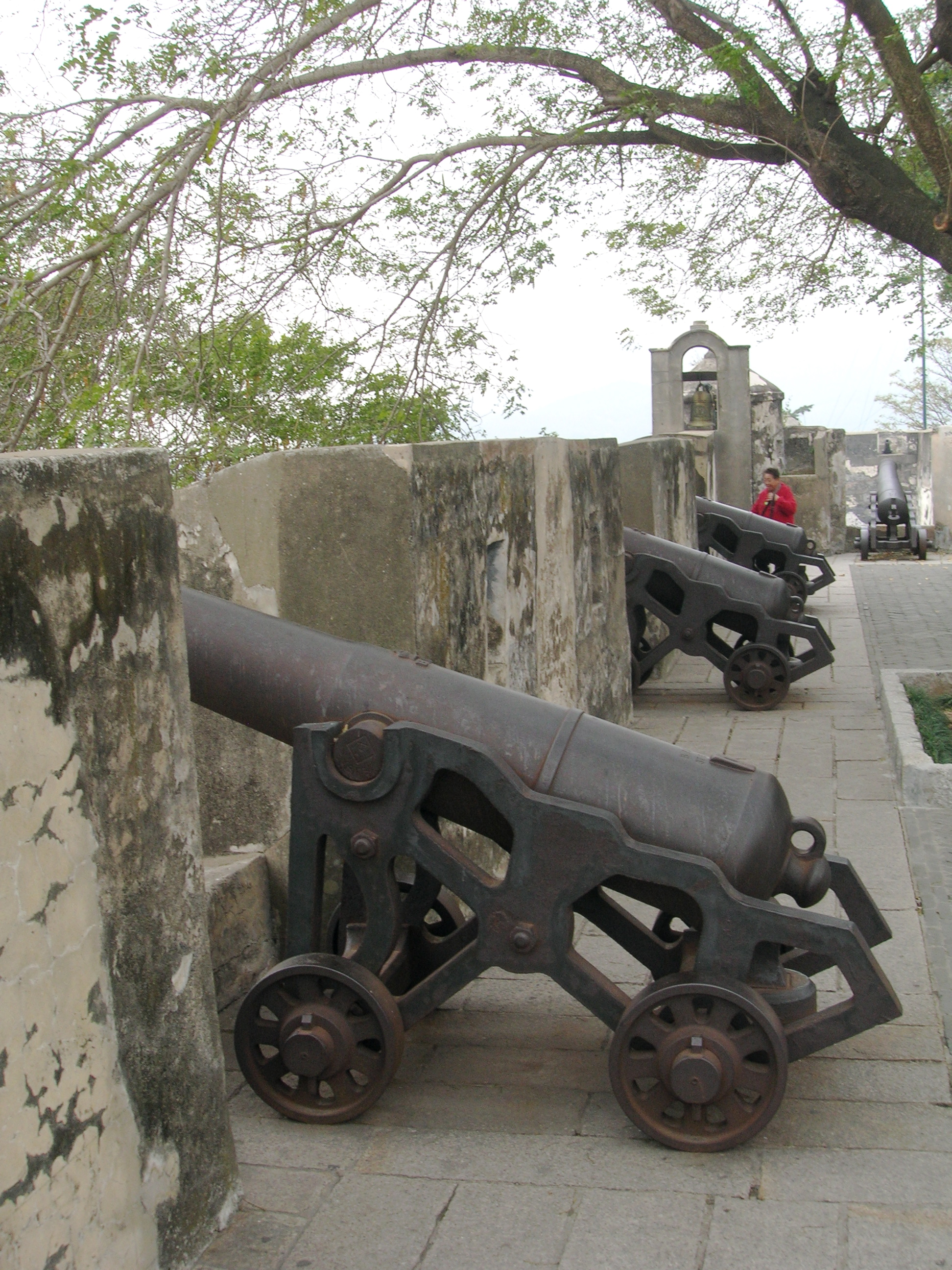
サンパウロ砲台の大砲

6月22日の夜、レイエルセンは3人の偵察隊と1人の中国人を先導とし、マカオに住む1万人の中国人が中立に止まるかを調べさせた。偵察隊は「侵攻を前に、中国人はマカオから逃げ出した」という偵察結果をもたらした。次の朝、レイエルセンは数人の武官と汽艇に乗って上陸地を探す作業に入り、次の日に東の東望洋山麓から上陸することを決定した。本当の上陸地から目をそらすために、オランダ船3隻が6月23日に南からサンフランシスコ砲台へ砲撃を開始した。半日にわたる砲撃と侮辱（オランダ人は「マカオの20歳以上の男を皆殺しにした後、女を強姦する」と脅した）の後、オランダ船は夜に砲撃を停止した。ポルトガル側に死傷者はいなかったが、オランダは勝利を予測してトランペットやドラムを徹夜で鳴らした。ポルトガルも負けじと同じように楽器を鳴らした。
ポルトガル人にとって、このオランダによる侵攻はタイミングが悪かった。この時期、マカオ住民の大半は年に一度の日本との貿易で広州に出かけており、また明の天啓帝は1621年10月に満州での戦役でポルトガル人を徴兵しており、多くの男子や大砲はマカオから運び出された。そのため、ポルトガルは要塞化の不足に加えて、兵士の不足にも悩まされた。ポルトガル側の記録では、50人の銃士と100人の銃器を持てる平民しかいなかったという。オランダが翌朝に上陸してくることが明らかだったので、ロポ・サルメント・デ・カルヴァーリョは徹夜で要塞を調査し、兵士の士気を上げた。
聖ヨハネの日である翌日、オランダ船のうち2隻はサンフランシスコ砲台への砲撃を再開した。そのうちの1隻であったガリアスはポルトガルの激しい反撃に遭い、損傷して数週間後に自沈せざるをえなかった。日の出から2時間後、上陸軍800人はサンフランシスコ砲台への砲撃が続いている中、出発した。この水陸両用作戦でオランダは32隻の汽艇を使った。また上陸の援護に湿った火薬が空に打ち上げられて、煙幕に乗じて上陸しようとした。これは記録された戦闘のうち煙幕が戦術的に使用された最初の例とされた。ポルトガル人60人とメスチース90人がアントニオ・ロドリゴ・カルヴァリーノに率いられて砂浜に埋伏し、煙幕に銃撃して40人を殺してレイエルセンを負傷させた。腹を銃撃されたレイエルセンはこの戦闘から外れた。ハンス・ルッフェインは上陸軍の指揮を引き継いで伏兵を蹴散らした。ルッフェインは2個中隊を砂浜に残して600人を率いて入城した。

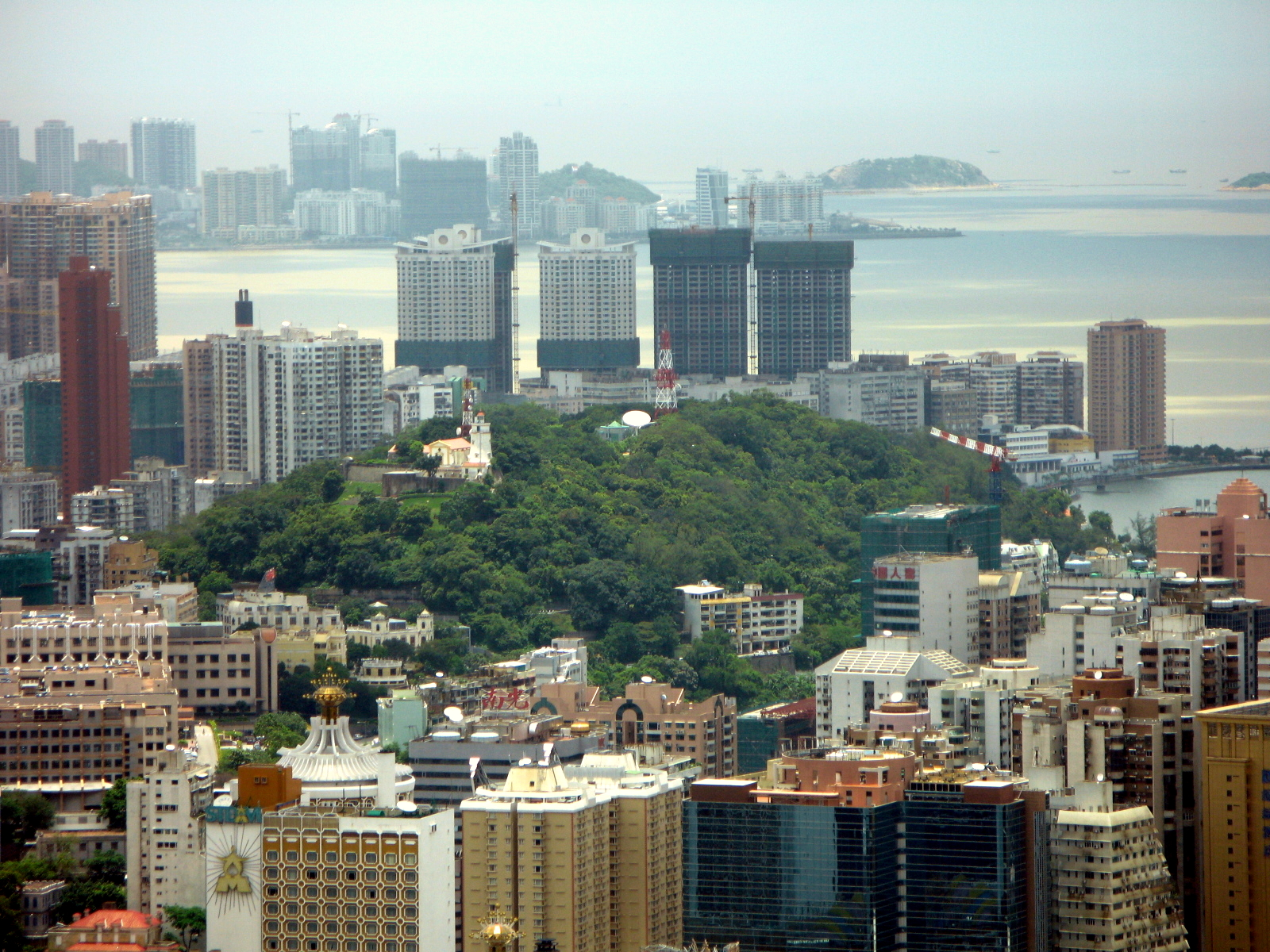
東望洋山、2008年撮影

オランダ人はマカオ市の真ん中まで規律を保ちながら進軍したが、サンパウロ砲台の射程に入ると激しい砲撃に晒された。オランダ軍はFontinhaという小さな泉を通り過ぎようとしたとき、イエズス会士のパドレ・ジェロニモ・ローがサンパウロ砲台からオランダ部隊の中央を砲撃してきたことで、大きな損害を出した。オランダは方針転換して見晴らしを良くするために東望洋山を登ろうとしたが、30人のマカオ人と黒人に阻まれた。彼らは段差をうまく使ってオランダ人に登山を諦めさせた。このような激しい抵抗を予想しなかったオランダは東望洋山近くの高地に移動し、続いて（疲労と損害により）撤退しようとした。
これまでにサンフランシスコ砲台への砲撃がただのフェイントとわかり、サンティアゴ砲台の指揮官はジョアン・ソアレス・ヴィヴァス率いる50人を派遣して内陸部の守備に加勢した。ポルトガル人はオランダより先に高地を占領した。ロポ・サルメント・デ・カルヴァーリョは「サンティエゴ!」の鬨を叫びながら総攻撃を命令、オランダ軍はすぐさまに逃走を試みた。ハンス・ルッフェインはオランダ軍に速く走るよう急かしたが、オランダ敗走の混乱中に戦死した。黒人奴隷たちが洗礼者ヨハネの名をもって、遭遇したオランダ人を皆殺しにしたことで、オランダ軍の混乱はさらに深まった。上陸した砂浜に残った2個大隊は逃げてきた自軍を見るやパニックして銃撃もせず逃走した。この時の混乱で、オランダ軍は乗船しようとした大量の自軍の兵士によって船が沈むのを恐れ、彼らを見捨てた。その結果、船に乗れなかった兵士の多くは溺れるか海中でポルトガル人に銃撃されて死亡した。次の日、レイエルセンは和平を要求し、捕虜釈放の交渉をしようとしたが失敗し、オランダ艦隊はマカオを離れて澎湖へ向かった。

## その後
この戦闘は極東におけるオランダとポルトガルの戦闘ではオランダ最大の敗北であり、オランダの死傷者はポルトガルのそれを大きく上回った。ポルトガル側の記録は最小のものでも敵を300人殺したというものであり、ほとんどの記録はオランダ側が600人から800人の死者を出したとしている。オランダの正式記録は死者136人、負傷126人だったが、これはオランダ人のみ計算に入れたものだった。歴史家のC・R・ボクサーはオランダ側のオランダ人以外の死者も計算に入れた場合、死者は300人程度になるとしている。オランダ人武官は多くが死傷し、7人の大尉、4人の中尉、7人の少尉が死亡した。またオランダは大砲、軍旗、装備を全て失った。一方、ポルトガル側の死者はポルトガル人4人、スペイン人2人、奴隷数人にとどまり、負傷者は20人程度であった。バタヴィアでは、ヤン・ピーテルスゾーン・クーンがこの結果に凄く失望した。彼は「屈辱的にも、私たちは艦隊で最良の人々と一緒に武器の大半を失った」と記した。
クーンはポルトガルの守備について、「ポルトガル人は奴隷を使って私たちをマカオから追い出した。兵士を使ってのことではなかった。それはマカオに兵士がいなかったからだ。[...]私たちの敵がその財産を安く守った一方、私たちは愚かにも多くを浪費した。」と記した。彼はまた、「マカオのポルトガル人の奴隷はその主に忠誠だった。去年私たちを倒して追い出したのは彼らだった。」、戦闘中に「私たちは少数のポルトガル人しか見えなかった」とも記した。クーンはこれ以降、戦闘においてオランダ人より奴隷を重視するようになった。ポルトガル人は黒人奴隷を勝利の主な要因としなかったが、その勇猛さは認めて、多くの奴隷は勝利の直後、戦場上で自由を宣告された。中国の官僚がポルトガルの中国領土防衛への協力の証拠として、殺されたオランダ人の首を持ち去ったとき、彼らは黒人の勇猛さについての伝聞も広めていったようであり、その伝聞に感銘を受けた海道副使が200担の米を黒人奴隷たちに褒賞として与えた。

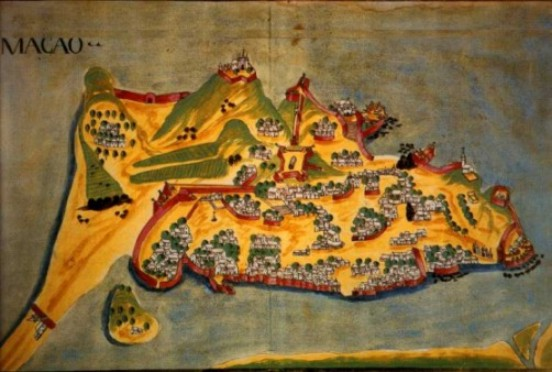
1639年のマカオ半島の地図。このごろ、マカオには城壁や砲台が築かれた

オランダによる侵攻以降、ポルトガル領インドのゴアにいる官僚たちはマカオに常駐官僚を置く重要性を意識し、1623年から総督を派遣し始めた。それ以前は日本への航海船隊の司令官がマカオを通るついでにいくらか命令を下す程度であり、彼がマカオを出航した後はマカオの行政に全く関与しなくなる。しかも、この司令官の位はリスボン宮廷でオークションにより決められるものだった。この新しい政策で、船隊の司令官はマカオ総督の待遇を失った。初代総督のフランシスコ・マスカレニャス（在任：1623年 - 1626年）はゴアからの命令で広東の地方官僚に賄賂を渡し、マカオの要塞化を実行してオランダの再度の侵攻を防いだ。
1622年、オランダ艦隊は澎湖に到着した。クーンの意見では、澎湖はマカオよりも戦略的に重要であった。そのため、クーンはレイエルセンに中国船攻撃を命令した。これは中国に貿易を強制させるためであり、成功すれば澎湖はマカオとマニラに取って代わってシルクの中継貿易の中心となるはずだったが、中国はこの無差別攻撃とマカオ侵攻でオランダ人を海賊や殺人者として扱い、1623年から1624年までの中蘭紛争でオランダを撃退した。オランダは1624年に澎湖から台湾への撤退を余儀なくされた。この2年間で、マカオはこのオランダの自業自得でさらに潤った。
マカオ防衛の成功は、ポルトガルが日中貿易を引き続き支配することを意味した。このときにはすっかり衰退したポルトガルにとって、この交易路は唯一利益を出し続けたものだった。この状況は30年後、日本が1639年にポルトガル人を追い出し、さらに1641年にポルトガル領マラッカが陥落したことで終わった。

## 記念

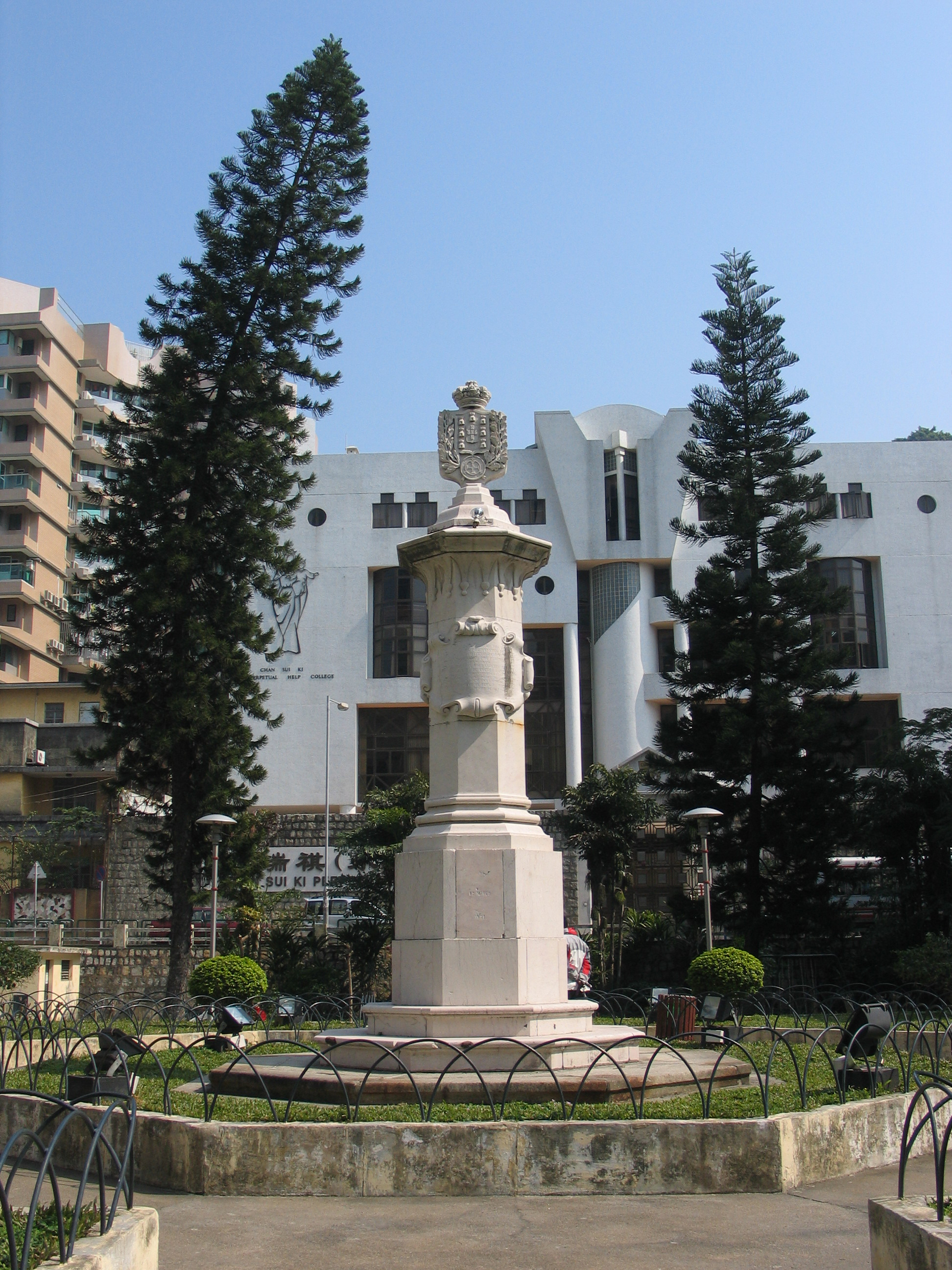
マカオの得勝花園にあるマカオの戦いの記念像

この戦闘はポルトガルのマカオにおける大きな勝利として祝われた。イングランドの旅行者ピーター・マンディーは1637年にマカオに到着したとき、「ポルトガル人とオランダ人の間の戦闘...オランダは負けたが、そこには失望の言辞がなく、国への侮辱もなかった」という子供の踊りを記述した。1871年、マカオの得勝花園にこの戦闘の像が建てられた。また、この勝利の後、マカオの住民は6月24日をマカオ市の日として祝い、1999年のマカオ返還までマカオの祝日であった。